# Bolesław Skulik
Bolesław Skulik (ur. 1904 w Janowie, zm. 1986) – górnośląski malarz prymitywista, duchowy przywódca Grupy Janowskiej.
Pracował w kopalni „Giesche”. Należał do Loży Różokrzyżowców. Po II wojnie światowej został członkiem Grupy Janowskiej, a w latach 60. XX wieku był duchowym przywódcą tej grupy. Obrazy malarza znajdują się obecnie w Muzeum Miejskim w Zabrzu i w zbiorach prywatnych, m.in. w zbiorach Gerarda Trefonia z Rudy Śląskiej. Zbiory prywatnego kolekcjonera w latach 2006 - 2010 można było oglądać w pałacu Donnersmarcków w Nakle
Śląskim. O życiu i twórczości Grupy Janowskiej Lech Majewski nakręcił pełnometrażową opowieść pt. Angelus.